# 小拉多戈希
50°11′48″N 26°26′22″E / 50.19667°N 26.43944°E
小拉多戈希（烏克蘭語：Мала Радогощ），是烏克蘭西部的村莊，隸屬赫梅利尼茨基州的舍佩蒂夫卡區。該村面積0.644平方公里，海拔高度220米，2001年人口124，人口密度每平方公里192.55人。